# 비너스 버서스 바이러스
비너스 버서스 바이러스(Venus Versus Virus, ヴィーナス ヴァーサス ヴァイアラス )는 2005년에서 2008년까지 월간 전격 코믹 가오!(가오!가 휴간한 후에는 월간 코믹 전격 대왕에서) 연재한, 스즈미 아츠시(鈴見敦)의 만화이다. 일본에서 2007년 1월부터 3월까지 애니메이션을 방영하기도 했다. 약칭 VVV로 불리기도 한다.

## 줄거리
사람의 영혼을 잡아먹는 '보이지 않는 자'-마인(魔人, 또는 바이러스[Virus])을 퇴치하는 퇴치사 '루치아', 그리고 돌연 마인을 볼 수 있는 힘을 갖게 된 소녀 '스미레'의 이야기

## 용어
- 마인(魔人, 바이러스[Virus])

보통 사람의 눈으로는 볼 수 없는 생명체로, 특정한 '시력'을 갖고있는 사람만이 볼 수 있다. 인간이 체내의 조각(Fragment)를 빼앗겼을 경우 이런 괴물같은 모습으로 변하게 된다.
- 조각(Fragment)

소노카가 노리는 참된 힘(真なる力). 수정같은 투명한 조각. 이것을 빼앗길 경우 바이러스로 변하는 무서운 결과를 초래한다. 왜 그런 것을 노리는지는 원인불명.
- 속성

바이러스의 속성은 총 4가지(흙[土], 물[水], 바람[風], 불[火])로, 그림과 같이 자신의 팔에 특정한 문양으로 나타난다.
(중심에 조그만 환[丸]이 있고, 시계의 분침 같은 2개의 침이 구조. 바늘의 위치는 土水風火 순으로 7,5/6,6/11,1/12,12[시 방향])
- 버서커

일종의 안티바이러스[Anti-Virus], 살아있는 항체. 스미레의 경우 한때 이것을 조절하지 못하였으나, 여러차례 훈련을 받은 뒤 자율적으로 조절이 가능해졌다(스미레의 경우는 초기에는 루치아의 탄환에 의해 변신하였으나, 중반부 로라가 만든 팔찌에 의해 자율적으로 조절할 수 있게 됐다).
- 전단지[ちらし]

Venus Vanguard의 전단지로, 보통 인간에게는 잡화점 광고로 보이지만, 시력을 갖고있는 자에게는 광고지 하단에 魔人退治[마인퇴치]라는 글자가 보인다.

## 등장인물
[성우는 애니메이션판] 
-  나하시 루치아(名橋 ルチア) (성우 : 타카가키 아야히[高垣彩陽]) 

옷가게 비너스 반가드(ヴィーナスヴァンガード, Venus Vanguard)의 점원. 그러나 본업은 '시력'을 갖고있는 사람들의 의뢰를 받아 바이러스를 퇴치하고 보수를 받는 '퇴치사'. 스미레를 처음 봤을 때는, 일종의 먹잇감으로밖에 생각하지 않았지만, 스미레의 힘을 보고서는 협력을 구하는 것 같다. 태어나면서 시력을 보유, 좌안(左眼)은 특히 강력해서 평소때는 소이치로가 만든 안대를 쓰고 있다. 소이치로를 만나기 전까지는 눈때문에 주위의 애들과 친숙해지지 못하고 저주받은 아이 취급을 당한 적이 있어서, 좌안과 마인을 증오하고 있다.
 왼팔에는 친아빠한테서 물려받은 것 같은 모든 속성을 나타낸 반점이 있다. 15세이지만 흡연중이다(애니에서는 묘사조차 없음). 총은 S&W M66으로 추측된다.
-  타카하나 스미레(鷹花スミレ) (성우 : 치하라 미노리[茅原実里]) 

사립 시로가네 여학교 중등부 학생. 기숙사에서 생활중이다. 예전부터 영감이 강한 것 같아 영혼 같은 것은 보였지만 루치아의 브로치로 손에 찔린 일로 인해 『시력』을 얻게 되어 바이러스의 표적이 되어, 당하게 될 뻔할쯤 루치아가 구조해준다. 그 후, 그때의 일로 인한 보수 66만엔 대신 루치아를 도와주고 있다. 그런 조수(마인의 대원[大元]을 유인하기 위한 먹잇감 대신)노릇을 했을 때, 바이러스 퇴치용 탄을 맞아 『버서커 상태』로 변신해서 바이러스 대원(大元)을 순간 죽였다(본인은 자각 못함). 그리고 고민한 결과, 본격적으로 루치아에게 원래의 몸을 두기로 했다.
 『살아있는 항체(버서커 상태)』가 되면 왠지 루치아를 덮치게 되었지만, 훈련에 의해서 일단 조금의 힘이라면 잘 다룰 수 있게 되어 루치아도 덮치지 않게 되었다. 『살아있는 항체』가 될 때는 루치아가 소지한 탄환으로 변화했지만, 소이치로한테 (자유롭게 좋아하는 속성의 『살아있는 항체(버서커 상태)』로 변화할 수 있는) 팔찌를 받고 나서는 그것을 사용하고 있다. 총은 직접 그린 것이라 하지만 S&W M52로 추측된다.(다소 디자인이 다르다)
-  나하시 소이치로(名橋總一郞) (성우 : 코스기 쥬로타[ 小杉十郎太[*]]) 

루치아의 의부(義父). 바이러스를 연구하거나 무기를 개발하고 있다. 루치아의 부모와는 바이러스 연구차 해외유학중 만났다고 한다. 그 후 (시력 탓으로 주위에 친숙해 질 수 없는) 루치아를 위해서 마인에 관한 연구를 하는 것 같다. 박물관에서 요시키를 잃고 버서커 상태가 된 스미레의 공격을 막으려 하다 결국 사망했다.
-  로라(ローラ) (성우 : 츠지 아유미[辻あゆみ]) 

소이치로의 스승의 손녀. 소이치로가 루치아의 모국에 가고 있을 때 소이치로의 추천으로 왔다.무기 제작의 팔은 확실해서 스미레의 팔찌를 즉시 고쳤다. 초콜릿을 좋아하고 초콜릿으로 된 무기를 가지고 있다. 라이라와 용모가 비슷하다.애니메이션에서는 초반부터 등장. 라이라와의 관계는 아직 원인이 밝혀지지 않았으나, 애니에서는 '영혼없는 쌍둥이 인형'이라 단정지었다.
- 리리스(リリス) (성우 : 야마자키 와카나[山崎和佳奈]

루치아의 모친. 특별한 Fragment[조각]을 소유, 류시프에게 빼앗기고, 살해당했다. 애니에서는 루치아와 같은 모양으로, 모든 속성을 표시한 반점이 있다.
- 류시프(リュシフ) (성우 : 나미카와 다이스케[浪川大輔])

루치아의 실제 부친. 세상의 진리를 구해, 세상을 파멸에서 구하고 싶다고 생각했으나, 무언가의 이유로 바이러스로 변해, 리리스의 Fragment[조각]을 뺏은 후 모습을 감췄다. 루치아와 같은 모양으로 좌우 눈의 색깔이 다르다.
-  미쿠모 네네(三雲 音々) (성우 : 노가와 사쿠라[野川さくら]) 

스미레의 사촌. 시로가네 여학교 고등부 학생.
-  미쿠모 리쿠(三雲 理久) (성우 : 히라타 히로미[平田宏美]) 

네네의 동생이며 초등학생. 스미레를 좋아함.
-  쿠사나기 요시키(草薙与識) (성우 : [[후루시마 기요타카|후루시마 키요타카[古島清孝]]]) 

옆동네의 고등학생, 자주 공원 미끄럼틀에 앉아서 책을 읽는다. 시력을 갖고 있다. 스미레가 좋아하는 사람이여서, 그가 바이러스에게 습격당할 때 스미레는 투지를 굳힌다. 실은 류시프의 부하인 것으로 판명, 애니에서는 박물관에 스미레를 데려와 Fragment를 뺏으려 했으나, 스미레의 연정에 움직여, 루카, 가이를 배반하고 쓰려뜨렸다. 그 후, 함께 싸우자고 맹세하나, 직후 루치아가 살해해 버렸다[이전의 오해로 인하여]. 그가 죽은 것에 의해 스미레는 버서커 상태가 되어, 류시프의 예측대로 되어 버렸다.
-  미카(ミカ) (성우 : 미야케 카야[三宅華也]) 

스미레의 친구. 스미레를 만지는걸 좋아한다. 자칭 소녀로써 스미레의 연정을 간파했다. 도시락에 슈크림 3단을 갖고 오는 등 조금씩 변하는 곳도 있다.
-  쿄코(京子) (성우 : 시타야 노리코[下屋則子]) 

스미레의 친구. 루카로 영혼이 바뀐 적이 있었지만 기억은 없다.
-  시즈(しず)((성우 : 아다치 토모[足立友]) 

스미레의 친구. 미카, 쿄코랑 언제든 같이 있다.
-  소노카(苑果)(성우 : 모리사와 후미[森沢芙美]) 

바이러스에게 명령을 받고있는 정체불명의 여성. 스미레한테 흥미를 갖고 있다. 거리에 하급 바이러스를 뿌려 『시력』을 갖고 있는 자를 찾아 진실된 힘(Fragment, 조각)을 빼앗고 있다.
-  루카(ルカ) (성우 : 이츠키 유이[伊月ゆい]) 

소노카의 부하. 전기를 조종할 수 있으며, 다른 사람에게로 영혼을 옮길 수 있다. 스미레의 동급생 쿄코로 영혼을 옮겨 루치아 가게에 들이닥쳤다. 바이러스는 아니지만 습격한 인간을 바이러스로 바꿔버린다. 그 후, 가이가 꾸민 루치아 습격 작전에 동참하나, 루치아의 저주받은 눈의 광선에 의해 사망, 소노카가 모아둔 Fragment에 의해 부활한다. 그 후 박물관에서 스미레를 덮치나, 요시키의 배신으로 가이의 방해작전도 소용없이, 그의 땅속성 공격에 의해 생매장되어 사망한다(정확하지는 않지만).
-  가이(ガイ) (성우 : 스야마 아키오[陶山章央]) 

소노카의 부하. 가벼운 성격. 버서커 상태의 스미레와 거의 비슷한 힘을 사용한다. 애니에서는 루치아 일행을 덮쳐 Fragment를 빼앗으려 하나 실패. 그 후 루카와 같이 루치아를 습격, 폭행 후 그의 중요한 사진이 들어있는 펜던트를 부숴 루치아를 분노케 해, 루치아의 눈의 광선에 의해 사망, 소노카의 처신에 의해 부활했다. 그 후, 박물관에서 스미레를 덮치나, 요시키의 배신으로 그와 대결, 화염을 사용하나 그의 바람공격으로 화염공격이 피드백(Feedback)되어 사망한다.
- 라이라(ライラ)

소노카의 부하. 명령도 없는데 스미레와 접촉하는 등 제멋대로인 성격이지만 임무는 제대로 해낸다. 로라와 용모가 비슷하다. 별사탕을 언제나 갖고있다.

## 서적정보

### 단행본
2008년 9월 현재 8권으로 발매 완결. (대한민국에서는 삼양출판사가 발행중.)
- 제1권(2006년 1월 15일 초판발행) ISBN 4-8402-3291-1

2007년 2월 26일 한국어 초판발행 ISBN 89-542-2031-6 {{isbn}}의 변수 오류: 유효하지 않은 ISBN.
- 제2권(2006년 5월 15일 초판발행) ISBN 4-8402-3440-X

2007년 3월 16일 한국어 초판발행 ISBN 89-542-2032-3 {{isbn}}의 변수 오류: 유효하지 않은 ISBN.
- 제3권(2006년 11월 15일 초판발행) ISBN 4-8402-3628-3

2007년 4월 13일 한국어 초판발행 ISBN 89-542-2095-9
- 제4권(2007년 2월 15일 초판발행) ISBN 4-8402-3744-4 {{isbn}}의 변수 오류: 유효하지 않은 ISBN.

2007년 6월 30일 한국어 초판발행 ISBN 89-542-2131-3 {{isbn}}의 변수 오류: 유효하지 않은 ISBN.
- 제5권(2007년 4월 15일 초판발행) ISBN 4-8402-3867-7

2007년 7월 4일 한국어 초판발행 ISBN 89-542-2182-5 {{isbn}}의 변수 오류: 유효하지 않은 ISBN.
- 제6권(2007년 12월 15일 초판발행) ISBN 4-8402-4133-5 {{isbn}}의 변수 오류: 유효하지 않은 ISBN.

2008년 5월 11일 한국어 초판발행 ISBN 89-542-2627-1 {{isbn}}의 변수 오류: 유효하지 않은 ISBN.
- 제7권(2008년 4월 15일 초판발행) ISBN 4-8402-4247-9 {{isbn}}의 변수 오류: 유효하지 않은 ISBN.

2008년 8월 20일 한국어 초판발행 ISBN 89-542-2723-0 {{isbn}}의 변수 오류: 유효하지 않은 ISBN.
- 제8권(2008년 9월 15일 초판발행) ISBN 4-8486-7316-7 {{isbn}}의 변수 오류: 유효하지 않은 ISBN. (완결)

## TV 애니메이션
2007년 1월 11일 - 3월 29일 25:55~ TBS、1월 24일 - 4월 11일 26:00~BS-i에서 TV 애니메이션으로 방송했다. (일부 방송국은 자막 비송출방송)

### 방송국
| 방송지역           | 방송국            | 방송기간              | 방송요일 또는 방송시간   |
| ------------------ | ----------------- | --------------------- | ------------------------ |
| 관동광역권         | TBS               | 2007년1월11일~3월29일 | 목요일 25시55분~26시25분 |
| 교토부             | KBS교토           | 2007년1월25일~4월12일 | 목요일 25시30분~26시00분 |
| 중경광역권         | 중부일본방송(CBC) | 2007년1월26일~4월13일 | 금요일 27시10분~27시40분 |
| BS디지털방송(전국) | BS-i              | 2007년1월24일~4월11일 | 수요일 26시00분~26시30분 |

### 방영목록
각화의 제목은 카타카나로「○○イ ××イ」의 형식으로 되어있다.
| 화수 | 제목(원제/풀이) | 제목(원제/풀이)   | 방송일자        |
| ---- | --------------- | ----------------- | --------------- |
| 1화  | アオイ サソイ   | 맑은 유혹         | 2007년 1월 11일 |
| 2화  | イケイ セカイ   | 이계[異界] 세계   | 2007년 1월 18일 |
| 3화  | イライ ケハイ   | 의뢰 기척         | 2007년 1월 25일 |
| 4화  | メマイ デアイ   | 현기증 만남       | 2007년 2월 1일  |
| 5화  | トオイ ツカイ   | 머나먼 사자[使者] | 2007년 2월 8일  |
| 6화  | ニガイ ヒガイ   | 쓰라린 피해       | 2007년 2월 15일 |
| 7화  | フカイ オモイ   | 깊은 생각         | 2007년 2월 22일 |
| 8화  | クライ ネガイ   | 음흉한 소원       | 2007년 3월 1일  |
| 9화  | アマイ ニオイ   | 달콤한 냄새       | 2007년 3월 8일  |
| 10화 | ゴカイ ネライ   | 오해 표적         | 2007년 3월 15일 |
| 11화 | ギセイ サツイ   | 희생 살의[殺意]   | 2007년 3월 22일 |
| 12화 | シロイ ミライ   | 하얀 미래         | 2007년 3월 29일 |

### 주제가
오프닝 테마 『Bravin' Bad Brew』
작사 : 하타 아키(畑亜貴), 작곡・편곡 : 아게마츠 노리야스(上松 範康), 노래 : Riryka
엔딩 테마 『지순의 잔혹』(至純の残酷)
작사・작곡・편곡 : 타치바나 타카하(橘尭葉), 노래 : 요정제국(妖精帝國)

### Staff
- 기획:中山佳久 (TBS) 、古川陽子(포니 캐니언)、太布尚弘(무빅)、小湊義文(소니PCL)、井上俊次(Lantis)
- 감독:木村真一郎
- 시리즈 구성:山田靖智
- 각본:山田靖智、大久保智康、鴻野貴光
- 캐릭터 디자인:安形佳己
- 총작화감독:安形佳己、岩佐とも子
- 미술설정:金平和茂 (KUSANAGI)
- 미술감독:土師勝弘
- 색채설정:宮川貴江
- 촬영감독:渡邊宣之
- 편집:森田清次(森田편집실)
- 편집조수:田村ゆり(森田편집실)
- 음악:七瀬光
- 음악제작:Mellow Head
- 음악 프로듀서:伊藤善之
- 음향감독:岩浪美和
- 음향제작:HALF H・P STUDIO
- 음향제작담당:西名武, 伊藤巧
- 효과:今野康之(스와라 프로덕션) , 和田俊也(스와라 프로덕션)
- 녹음:宮澤二郎(TBS센터)
- 녹음 스튜디오:TBS센터
- 설정협력:村田護朗
- 설정관리:小野奈緒子
- 공식홈페이지 디자인:野口亜希子
- 선전:西口美希恵、田中瑞穂
- 기획협력:高島宏暢(MediaWorks)、高野貴志 (TBS) 、中嶋嘉美(빅샷[Big Shot])、室市剛人(빅샷)
- 조연출(Assistant Producer):磯邉隆
- 연출(Producer):田邉里英(TBS) 、中村伸一(포니 캐니언)、金庭こず恵(무빅)、斉藤公一(소니PCL)、小池克実(랜티스)
- 제작담당:吉田大樹
- 애니메이션 제작 프로듀서:山崎成人(스튜디오 히바리)
- 애니메이션 제작:스튜디오 히바리
- 제작협력:포니 캐니언, 무빅, 소니PCL, 랜티스
- 제작:비너스 반가드、TBS

## 관련상품

### 드라마CD
드라마CD『Venus Versus Virus』
*발매·판매원 Frontier Works[フロンティアワークス]
*2006년 10월 25일 발매

#### 캐스팅
- 나하시 루치아(名橋ルチア) : 나바타메 히토미 (生天目仁美)
- 타카하나 스미레(鷹花スミレ) : 사토 리나 (佐藤利奈)
- 나하시 소이치로(名橋総一郎) : 오오키 타미오 (大木民夫)
- 미카(ミカ) : 노나카 아이 (野中藍)
- 쿄코(京子) : 카토 에미리 (加藤英美里)
- 시즈(しず) : 사카타 카요 (阪田佳代)
- 미네리아(ミネリア) : 카이다 유코(甲斐田裕子)

드라마CD TV애니「Venus Versus Virus」Original Drama
*발매 MellowHead 판매원 제네온엔터테인먼트(ジェネオンエンタテインメント株式会社)
*2007년 4월 4일 발매
- 나하시 루치아(名橋 ルチア) : 타카가키 아야히(高垣 彩陽)
- 타카하나 스미레(鷹花スミレ) : 치하라 미노리(茅原 実里)
- 나하시 소이치로(名橋總一郞) : 코스기 쥬로타( 小杉 十郎太[*])
- 로라(ローラ) : 츠지 아유미(辻 あゆみ)
- 쿠사나기 요시키(草薙与識) : 후루시마 키요타카(古島 清孝)
- 미쿠모 네네(三雲 音々) : 노가와 사쿠라(野川 さくら)
- 미쿠모 리쿠(三雲 理久) : 히라타 히로미(平田 宏美)
- 미카(ミカ) : 미야케 카야(三宅華也)
- 쿄코(京子) : 시타야 노리코(下屋則子)
- 시즈(しず) : 아다치 토모(足立 友)
- 소노카(苑果) : 모리사와 후미(森沢 芙美)
- 루카(ルカ) : 이츠키 유이(伊月 ゆい)
- 가이(ガイ) : 스야마 아키오(陶山 章央)
- 바이러스(ヴァイアラス):토비타 노부오(飛田展男)

### CD/DVD
여는 노래 'Bravin Bad Brew' Single
* 가수 : Riryka (발매, 판매원 MellowHead)
* 2007년 1월 24일 발매(1200円, 세금포함)
닫는 노래 '지순의 잔혹' Single
* 가수 : 요정제국 (발매, 판매원 MellowHead)
* 2007년 2월 7일 발매(1200円, 세금포함)
캐릭터 보컬 앨범(Character Vocal Album)
* 가수 : 루치아, 스미레, 로라, 네네 (타카가키 아야히, 치하라 미노리, 츠지 아유미, 노가와 사쿠라) (발매, 판매원 MellowHead)
* 2007년 3월 21일 발매(2200円, 세금포함)
'Venus Versus Virus' DVD
* 6매 12화. 16:9 리니어PCM. 특전영상 포함
* Vol.1 Premium Edition ＆ 통상판 2007년 5월 16일 동시발매. 특전영상 : 논크레딧 OP&ED
* Vol.2 2007년 6월 20일 발매. 특전영상 : 프로그램 CM
* Vol.3 2007년 7월 18일 발매. 특전영상 : 뮤직비디오(PV)
* Vol.4 2007년 8월 17일 발매.
* Vol.5 2007년 9월 19일 발매.
* Vol.6 2007년 10월 17일 발매.